# Superfilmes
A Cinematográfica Superfilmes é uma produtora de filmes de publicidade, atividade de produção cinematográfica, de vídeos e de programas de televisão, viabilizando projetos próprios e de realizadores independentes. Atualmente é considerada uma das maiores empresas de produções independentes, reconhecida principalmente por sua qualidade técnica e criatividade.

## História
Fundada em 12 de Agosto de 1983, por Pedro Farkas, José Roberto Eliezer, Ricardo Dias e André Klotzel, a Superfilmes contava com sua primeira sede no bairro República no município de São Paulo. Durante suas três primeiras décadas, a partir de uma constante atividade, revelou grandes talentos e produziu múltiplos formatos de audiovisual, como documentários, longas e curtas de ficção e curtas experimentais.
Ao longo dos anos, realizou e co-produziu diversas obras, como A Marvada Carne (1985), Capitalismo Selvagem (1993), Central do Brasil (1998), Sudoeste (2011), Memórias Póstumas (2001), além de muitas outras. Ademais, participou de festivais e ganhou prêmios que contribuíram para o reconhecimento da produtora, tais como:
- Prêmio APCA (Associação Paulista de Críticos de Arte): Melhor Documentário por "Antonio Candido, Anotações Finais".
- Festival de Berlim: Exibição de diversos filmes da produtora.
- Festival de San Sebastián: TVE Award e CICAE Prize.
- Festival de Miami: Special Grand Jury Mention para Carla Ribas.
- Festival de Friburgo: Melhor Filme.
- Festival de Curitiba: Prêmio do Público e Melhor Roteiro.
- Festival do Recife: Melhor Diretor.
- Palm Springs: Menção Especial.
- Festival de Cinema de Guadalajara
- Festival de Toulouse

O filme Obra (2014), participou dos festivais: TIFF, Rio, Havana, SP, entre outros; e ganhou os prêmios: FIPRESCI (Melhor Filme Latino‑Americano), Redentor (Fotografia), Coral (Direção Artística). Carvão (2022) ganhou os prêmios: FIPRESCI, Ficção dos Estudantes (Toulouse); Roteiro, Arte, Atriz Coadjuvante (Rio); Prêmio ABC (Arte).
Em 1984, junta-se à empresa a produtora Zita Carvalhosa e retira-se Ricardo Dias. Nos anos 90, Pedro e José Roberto também saem da sociedade. André Klotzel, responsável por produções de filmes já citados anteriormente, como A Marvada Carne (1985), Capitalismo Selvagem (1993), Memórias Póstumas (2001) e Anjos da Noite (1987), escolheu se desvincular da Superfilmes em 2002, para então criar sua própria produtora, a Brás Filmes. 
Além disso, a empresa abriu uma filial na cidade do Rio de Janeiro (2008), que foi fechada em 2024 e em Brasília (1992), fechando em 1996, mantendo a sede paulista como única.
A produtora Zita Carvalhosa dirige a Superfilmes de 2003 até sua morte em 2025. Neste período, a produtora realizou ainda obras audiovisuais de grande destaque, como Fotografação (2019), Carvão (2022) e Tinnitus (2023). E atualmente conta com uma filmografia de 84 filmes. 

## Diretores[3]
Lista (em ordem alfabética) de diretores que já realizaram projetos com a Cinematográfica Superfilmes:
| - Alice de Andrade - André Klotzel - Andréa Seligmann - Aurélio Michiles - Beth Sá Freire - Bruno Carneiro - Cao Hamburguer - Carolina Markowicz - Chico Guariba - Chico Teixeira - Cléber Eduardo - Daniel Hanai - Edna Castro - Eduardo Nunes - Elianna Caffé - Érika Bauer - Evaldo Mocarzel - Fábio Rodrigo - Fabrizio Mambro - Flavio Frederico - Frédéric Létag - Georgina Castro - Gregorio Graziosi - Guile Martins - Helena Tassara - Ilana Feldman | - Inês Ladeira - Isa Grinspum Ferraz - Jeferson De - José Roberto Torero - Julia Zakia - Lauro Escorel - Lina Chamie - Marcos Mello - Nilson Villas Bôas - Ninho Moraes - Odilon Rocha - Philippe Barcinski - Ricardo Dias - Roberto Moreira - Roney Freitas - Rubens Xavier - Rudi Bohm - Sergio Oksman - Simone Raskin - Stela Grisotti - Tadeu Knudsen - Tatiana Azevedo - Thomaz Farkas - Tião Maria - Walter Salles - Wilson Barros |

## Produções[6]

### Cinema

#### Ficção
- 1985 - A Rifa, de Simone Raskin (35mm, cor, 11min)[7]
- 1985 - A Marvada Carne, de André Klotzel (35mm, cor, 80min)[8]
- 1986 - Ondas, de Ninho Moraes (35mm, cor, 12min)[9]
- 1987 - Anjos da Noite, de Wilson Barros (35mm, cor, 98min)[10]
- 1988 - A Mulher do Atirador de Facas, de Nilson Villas Bôas (35mm, cor, 10min)[11]
- 1992 - A Princesa Radar, de Roberto Moreira (35mm, cor, 17min)[12]
- 1994 - Dente por Dente, de Alice de Andrade (16mm, cor, 22min)[13]
- 1994 - Capitalismo Selvagem, de André Klotzel (35mm, cor, 83min)[14]
- 1994 - Amor!, de José Roberto Torero (35mm, cor, 14min)[15]
- 1994 - O Bolo, de José Roberto Torero (35mm, cor, 14min)[16]
- 1996 - Ao Vivo a Cores, e Sangue na TV, de Tadeu Knudsen (35mm, cor, 12min)[17]
- 1996 - A Alma do Negócio, de José Roberto Torero (35mm, cor, 8min)[18]
- 1997 - O Postal Branco, de Philippe Barcinski (35mm, p&b, 18min)[19]
- 1998 - Todo Dia Todo, de Flavio Frederico (35mm, p&b, 11min)[20]
- 1998 - Central do Brasil, de Walter Salles (35mm, cor, 113min) co-produção[21]
- 2000 - Tônica Dominante, de Lina Chamie (35mm, cor, 80min)[22]
- 2000 - Pormenores, de Flavio Frederico (35mm, p&b, 5min)[23]
- 2000 - Memórias Póstumas, de André Klotzel (35mm, cor, 102min)[24]
- 2001 - Urbania, de Flavio Frederico (35mm, cor, 70min)[25]
- 2001 - Distraída para a Morte, de Jeferson De (35mm, cor, 14min)[26]
- 2002 - Ofusca, de Flavio Frederico (35mm, cor, 12min)[27]
- 2002 - Morte., de José Roberto Torero (35mm, cor, 12min)[28]
- 2004 - Red, de Flavio Frederico (35mm, cor, 18min)[29]
- 2004 - Como Fazer um Filme de Amor, de José Roberto Torero (35mm, cor, 84min)[30]
- 2007 - A Casa de Alice, de Chico Teixeira (35mm, cor, 90min)[31]
- 2008 - La Dolorosa, de Odilon Rocha (35mm, cor, 12min)[32]
- 2008 - Esboço para Fotografia, de Bruno Carneiro (35mm, cor, 15min)[33]
- 2009 - Mortadela, de Georgina Castro e Marcos Mello (35mm, cor, 15min)[34]
- 2009 - Rosa e Benjamin, de Cléber Eduardo e Ilana Feldman (35mm, cor, 15min)[35]
- 2009 - Rec, Pause, de Bruno Carneiro (35mm, cor, 15min) co-produção[36]
- 2009 - Pedra Bruta, de Julia Zakia (35mm, cor, 8min)[37]
- 2009 - Laurita, de Roney Freitas (Beta Digital, cor, 20min)[38]
- 2011 - Sudoeste, de Eduardo Nunes (35mm, p&b, 128min) co-produção[39]
- 2013 - Rio Cigano, de Julia Zakia (HD, cor, 79min)[40]
- 2014 - Obra, de Gregorio Graziosi (DCP 2k, p&b, 80min)[41]
- 2018 - Kairo, de Fábio Rodrigo (DCP, cor, 15min)[42]
- 2022 - Tinnitus, de Gregorio Graziosi (cor, 105min)[43]
- 2022 - Carvão, de Carolina Markowicz (DCP, cor, 107min)[44]

#### Documentário
- 1985 - O que move?, de Nilson Villas Bôas (35mm, cor, 10min)[45]
- 1985 - O Dono das Chamas, de Inês Ladeira e Tião Maria (35mm, cor, 11min)[46]
- 1987 - Pé de Guerra, de Rubens Xavier (16mm, cor, 12min)[47]
- 1987 - Marias da Castanha, de Edna Castro e Simone Raskin (16mm, cor, 25min)[48]
- 1992 - Os Calangos do Boiaçu, de Ricardo Dias (16mm, cor, 21min)[49]
- 1994 - No Rio das Amazonas, de Ricardo Dias (35mm, cor, 76min)[50]
- 1995 - Onde São Paulo Acaba, de Andréa Seligmann (35mm, cor 12min)[51]
- 1995 - Criaturas Que Nasciam em Segredo, de Chico Teixeira (16mm, cor, 21min)[52]
- 1996 - Brevíssima História das Gentes de Santos, de André Klotzel (35mm, cor, 14min)[53]
- 1997 - O Cineasta da Selva, de Aurélio Michiles (35mm, cor, 87min)[54]
- 1997 - La Terre et la Peine, de Frédéric Létag (Beta digital, cor, 90min)[55]
- 1999 - Fé, de Ricardo Dias (35mm, cor, 91min)[56]
- 2001 - Um Rei no Xingu, de Helena Tassara (35mm, cor, 28min)[57]
- 2001 - Carrego Comigo, de Chico Teixeira (35mm, cor, 70min)[58]
- 2005 - O Pontal do Paranapanema, de Chico Guariba (Beta Digital, cor, 52min)[59]
- 2006 - Pixinguinha e a Velha Guarda do Samba, de Ricardo Dias e Thomaz Farkas (35mm, cor, 10min)[60]
- 2006 - À Margem do Concreto, de Evaldo Mocarzel (35mm, cor, 86min) co-produção[61]
- 2007 - Tarabatara, de Julia Zakia (35mm, cor, 23min)[62]
- 2007 - Jardim Ângela, de Evaldo Mocarzel (35mm, cor, 71min) co-produção[63]
- 2008 - Sentidos à Flor da Pele, de Evaldo Mocarzel (Digital, cor, 80min) co-produção[64]
- 2008 - A Poética Política de Montoro, de Érika Bauer (Digital, cor, 52min)[65]
- 2009 - Um Homem de Moral, de Ricardo Dias (35mm, cor, 84min) co-produção[66]
- 2010 - Cinema de Guerrilha, de Evaldo Mocarzel (Digital, cor, 72min)[67]
- 2011 - Licuri Surf, de Guile Martins (35mm, cor, 15min)[68]
- 2011 - Caguaçu - A Grande Mata, de Rudi Böhm (Vídeo, cor, 26min)[69]
- 2012 - Monumento, de Gregorio Graziosi (DCP, p&b, 10min)[70]
- 2013 - Memória de Rio, de Roney Freitas (DCP, cor, 14min)[71]
- 2013 - A Valsa do Pódio, de Bruno Carneiro e Daniel Hanai (HD, cor, 26min)[72]
- 2015 - O Futebol, de Sergio Oksman (HD, cor, 70min) produtora local[73]
- 2018 - Vinte Anos, de Alice de Andrade (DCP, cor, 80min) co-produção[74]
- 2019 - Fotografação, de Lauro Escorel (DCP, cor, 76min)[75]
- 2022 - O Trem da Utopia, de Beth Sá Freire e Fabrizio Mambro (HD, cor, 94min)  co-produção[76]
- Em produção: 80 Destinos, de Alice de Andrade (Série) co-produção[77]

#### Experimental
- 1988 - Branco e Preto (Norte & Sul), de Ninho Moraes (35mm, p&b, 15min)[78]
- 1995 - Caligrama, de Elianna Caffé (35mm, cor, 30min)[79]

#### Animação
- 1988 - A Garota das Telas, de Cao Hamburger (35mm, cor, 15min)[80]

### TV
- 1997 - Frutas do Brasil, de Helena Tassara (Vídeo, cor, 11 episódios de 5min)[81]
- 2000 - O Povo Brasileiro, de Isa Grinspum Ferraz (Vídeo, cor, 10 episódios de 26min) exibição: GNT e TV Cultura[82]
- 2001 - Intérpretes do Brasil, de Isa Grinspum Ferraz (Vídeo, cor, 11 episódios de 20min)[83] exibição: Fantástico (TV Globo)
- 2002 - O Mundo Cabe numa Cadeira de Barbeiro, de José Roberto Torero (Vídeo, cor, 55min) co-produção, exibição: TV Cultura[84]
- 2002 - Mistura e Invenção, de Isa Grinspum Ferraz (Vídeo, cor, 68min) exibição: TV Cultura[85]
- 2003 - Vale A Pena Sonhar, de Rudi Bohm e Stela Grisotti (Vídeo, cor, 75min) exibição: TV Cultura[86]
- 2008 - Três Tabelas, de Tatiana Azevedo (Vídeo, cor, 5min)[87]
- 2008 - Sentidos à Flor da Pele, de Evaldo Mocarzel (Digital, cor, 48min) co-produção, exibição: SESCTV e TV Cultura[88]
- 2008 - Bode Rei, Cabra Rainha, de Helena Tassara (Vídeo, cor, 50min) exibição: SESCTV[89]
- 2019 - Itinerários do Olhar, de Lauro Escorel (DCP, cor, 5 episódios de 26min)[90] exibição: Canal Brasil[91]

## Prêmios[3]
Lista do mais recente ao mais antigo:
- Tinnitus:
  - Melhor Fotografia, Arte e Montagem no Festival de Gramado (2022)
- Carvão:
  - Melhor Roteiro, Arte e Atriz coadjuvante no Festival do Rio (2022);
  - Prêmio FIPRESCI e Ficção do Festival de Toulouse (2023)
- Kairo:
  - Melhor Diretor Festival de Gramado (2018)
- O Futebol:
  - 68° Festival de Locarno Melhor Filme (2015)
  - Melhor filme 56° Festival dei Popoli - Florença (2015)
- Obra:
  - Prêmio FIPRESCI Festival do Rio (2014);
  - Prêmio Coral pela Contribuição Artística 36° Festival de Havana (2014)
- Monumento:
  - 65° Festival de Locarno; IDFA (2012)
- Sudoeste (co-produtora):
  - Prêmio Especial do Júri Festival do Rio;
  - Prêmio Andrei Tarkóvski (2011)
- Licuri Surf:
  - Prêmio Especial do Júri 62° Berlinale Shorts (2011)
- Um Homem de Moral (co-produtora):
  - Prêmio Especial do Júri Cine PE (2009)
- Pão com Mortadela:
  - Melhor Curta Metragem VI Prêmio FIESP/SESI do Cinema Paulista (2008)
- Bode Rei, Cabra Rainha:
  - Melhor Média Metragem Mostra Internacional de Cinema de SP (2008)
- A Casa de Alice:
  - 57° Berlinale; 1° Lugar - Programa de Incentivo à Qualidade do Cinema Brasileiro (2007);
- Pixinguinha e a Velha Guarda do Samba:
  - Prêmio Saruê 39° Festival de Brasília (2006)
- Vale a Pena Sonhar:
  - Prêmio de Movimientos Sociales Y Organización Ciudadana (20030
- Um Rei no Xingu:
  - Melhor Filme (Júri Popular e Vídeo Nacional) 26° Festival de Guarnicê de Cinema.
- Pormenores:
  - Melhor Documentário Jornada da Bahia (2001)
- Memórias Póstumas:
  - 51° Berlinale;
  - Melhor Filme e Prêmio da Crítica Festival de Gramado (2000)
- O Povo Brasileiro:
  - Grande Prêmio Cinema Brasileiro (2000)
- Fé:
  - Melhor Documentário União Latina-Biarritz (1999)
- Central do Brasil (co-produtora):
  - 48° Barlinale (1998)
- Todo dia Todo:
  - “Silver Spire” Golden Gate Awards;
  - Melhor Filme Ibero Americano Festival de Bilbao (1998)
- O Postal Branco:
  - Prêmio Especial do Júri Festival de Odense (Dinamarca) (1997)
- O Cineasta da Selva:
  - Melhor Filme de Estreante Festival de Brasília;
  - Grande Prêmio do Ambiente Cine ECO (1997)
- Brevíssima História das Gentes de Santos:
  - Prêmio da Crítica e do Público Rio Cine Fest (1996)
- A Alma do Negócio:
  - Melhor Comédia Festival de Drama (Grécia) (1996)
- Criaturas que Nasciam em Segredo:
  - Melhor Curta Festival do Recife, Gramado e Huesca;
  - Prêmio APCA (1995)
- O Bolo:
  - Júri Popular Festival de Brasília (1995)
- No Rio Amazonas:
  - Melhor Documentário Festival de Brasília;
  - Prêmio Melhor Filme APCA (1995)
- Caligrama:
  - Melhor Curta Documentário Festival de Brasília (1995)
- Onde São Paulo Acaba:
  - Prêmio da Crítica Festival de Brasília (1994)
- Amor!:
  - Melhor Curta Festival de Brasília, Gramado, Havana, Toronto e Vila do Conde (1994)
- Os Calangos do Boiaçu:
  - Melhor Curta Festival de Brasília e Festival de Gramado (1992)
- Branco e Preto (Norte e Sul):
  - Prêmio Especial do Júri, Melhor Atriz e Edição de som no Festival do Rio;
  - Melhor Curta (Júri Oficial e Popular) no Festival de Brasília (1988)

- Anjos da Noite:[92]
  - Prêmio da Crítica, Melhor Diretor, Melhor Atriz, Melhor Ator Coadjuvante, Melhor Direção de Fotografia, Prêmio Kodak de Melhor Fotografia, Melhor Cenografia no Festival de Gramado;
  - Melhor Filme, Melhor Diretor, Melhor Direção de Fotografia, Prêmio AGFA de Melhor Fotografia no Festival de Brasília;
  - Melhor Filme e Melhor Diretor no Festival SESC;
  - Melhor Som e Melhor Montagem no Rio-Cine Festival;
  - Prêmio Air France de Cinema;
  - Prêmio Edgar Brazil de Fotografia.

- A Marvada Carne:[93]
  - Melhor Filme (Júri Oficial, Júri Popular e Crítica), Roteiro, Direção, Fotografia, Montagem, Música, Cenografia, Atriz e Ator Coadjuvante no Festival de Gramado (1985)